# Heinz Gerischer
Heinz Gerischer (Vitemberga, 3 de novembro — Berlim, 14 de setembro de 1994) foi um químico alemão.
Foi diretor do Instituto Fritz Haber da Sociedade Max Planck até 1986.